# Conquista de Ecuador
La conquista de Ecuador es el proceso histórico mediante el cual los territorios de la actual república del Ecuador pasaron de ser gobernados de manera autónoma a estar bajo el control de la monarquía española. El proceso sin embargo no halla sus inicios con la intervención española, sino con las incursiones de los Incas, venidos desde el sur, los cuales conquistarían gran parte del actual Ecuador. Estos procesos de conquista son conocidos como las guerras de los Andes septentrionales. Tras la conquista incaica tendrían lugar varias expediciones de exploradores españoles, las cuales culminarían con la conquista del imperio Inca por parte de estos últimos. Durante este proceso tuvo lugar la fundación de varias ciudades, incluyendo la fundación de Quito por parte del conquistador Sebastián de Belalcázar. La conquista del Ecuador culminara con la expedición de Francisco de Orellana hacia la Amazonia impulsada por la búsqueda del dorado. 
Como resultado de este proceso se estableció la Real Audiencia de Quito, distrito administrativo cuyas tierras serían el precedente para la formación del actual Ecuador tras la independencia de España. 

## La invasión del Imperio Inca
La conquista de Ecuador inicia con la invasión de los Incas al territorio que era ocupado por los señoríos étnicos: pueblos indígenas que pertenecen al periodo de integración y que vivieron en el territorio que ahora conforma Ecuador. Estaban conformados por los Cañaris, los Paltas, los Quitus, los Puruhaes, los Caranquis, los Manteños, los Huancavilcas y los Shuar. Vivían alrededor de las tres regiones que ahora conforma ese país, el Litoral, los Andes y la Amazonía. Además a partir de ellos nacerían poblados importantes después de la conquista con la fundación de varias ciudades que hacen referencia a los antiguos pobladores en su nombre. Quito por los Quitus, Guayaquil por los Huancavilcas (también escrito Guancavilcas), Manta y Portoviejo por los Manteños, Cañar por los Cañaris, Loja de los Paltas, Chimborazo por los Puruhaes y los pobladores de la Amazonía por los Shuar.

### La resistencia de los Paltas y los Cañaris
La conquista Inca empezaría en el sur donde sería más exitoso y lograría asentarse por más tiempo: un total de cincuenta años aproximadamente. Durante la conquista de estos territorios, fueron los Paltas quienes enfrentaron primero a los Incas sin mucho éxito puesto que su resistencia fue quebrada rápidamente y sus ejércitos anexados. Esto terminaría afectando a los pueblos vecinos del norte, los Cañaris. Viendo el resultado de la anterior defensa, los Cañaris empezaron a diseñar una estrategia alternativa. Empezaron eligiendo a Dumma como jefe militar y juntaron un ejército considerable. La primera batalla fue exitosa y lograron mantener el control de su territorio. No obstante, el Inca Tupac Yupanqui decidió no regresar a Cusco sin antes haber conseguido el éxito militar y la posterior anexión de los Cañaris a su imperio quienes buscaron una estrategia a través de la diplomacia para llegar a un acuerdo de paz que fue exitosa y el Inca mandó un representante que fue recibido con grandes agasajos. Además le construyeron un palacio para mostrar su hospitalidad. Esto resultó en el futuro un error puesto que Tupac Yupanqui entró en su territorio, a las alturas de lo que sería ahora el fuerte de Ingapirca o Pumapungo y se mantuvo allí por cincuenta años con un trato bastante cuestionable hacia los Cañaris. Por esta razón a penas tuvieron la oportunidad durante la guerra civil del Incario, los Cañaris se unirían a los españoles para apoyar la conquista, logrando ser reconocidos e incluso obteniendo blasones nobiliarios.

### Confederación militar de los Quitus, Puruhaes y Caranquis
La conquista siguió por los Andes hacia el norte hasta llegar a los territorios de los Puruhaes en el centro de Ecuador y los Quitus y Caranquis. Al igual que después de los Paltas, los Cañaris buscaron prepararse mejor para resistir, a partir de la caída de los Cañaris, estos tres grupos indígenas se organizarían en una confederación militar para hacer frente a los Incas. Empezaría de la siguiente manera. La confederación logró aguantar en la invasión inicial sin embargo a finales del siglo XV fueron vencidos por Túpac Yupanqui. Dentro de toda esta guerra, las batallas más importantes se celebraron alrededor del nudo de Tiocajas en dos ocasiones. De ellas se recuerda la Batalla de Yahuarcocha y la Primera batalla de Tiocajas liderada por el general Epiclachima a finales del siglo XV. El resultado de las batallas terminó con la muerte de un gran número de Quitus, Puruhes y Caranquis. Se cree que ocurrió entre los años 1481 y 1491 en la laguna que ahora lleva de nombre Yahuarcocha, que quiere decir en castellano lago de sangre. Además, las batallas en el nudo de Tiocajas, El Sapa Inca empezó su ataque contra la confederación que era encabezada por los Quitus con cerca de 40 mil soldados veteranos. El líder de la confederación de los señoríos étnicos sería el general Hualcopo, quien en épocas de paz fungía como curaca de la tribu de los Quitu. Él nombraría a su vez como generales a Epiclachima, y a Ati Pillahuaso (que significa Pillahuasu el Viejo). La guerra duró tanto tiempo que permitió que se construya un cuartel en Liribamba, donde se fundaría la primera ciudad de Ecuador, Santiago de Quito. Toda la resistencia y con ella la confederación entre Quitus, Puruhaes y Caranquis terminaría cuando Epiclachima lanzó un ataque directo a las legiones incáicas confiando en que tenía un ejército más grande, pero terminarían sometidos y con bajas de cerca de 16 mil hombres. El general moriría junto a su ejército en la fracasada defensa. Su territorio sería anexado finalmente gracias al matrimonio por exogamia y se mantuvo el nombre durante la dominación Inca.

### La batalla de los Manteño-Huancavilcas

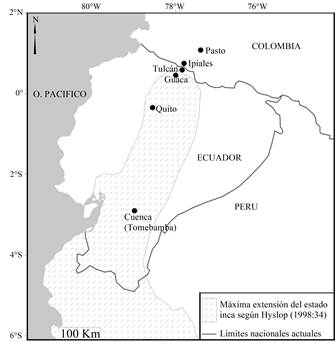
Mapa de las Guerras de los Andes Septentrionales

Si la batalla de los Paltas y Cañaris desarrollada en el sur de Ecuador cerca de las ciudades de Loja y Cuenca respectivamente terminaría rápidamente. Y por otro lado la resitencia de los Puruhaes, Caranquis y Quitus, alrededor de lo que sería la ciudad de Quito duraría cerca de quince años. Los indígenas que ocupaban el territorio del litoral ecuatoriano que incluye el Golfo de Guayaquil, el Río Guayas, la cuenca del río y las costas de Manabí lograrían defenderse y resistir la conquista inca en tres ocasiones.
La primera batalla se dio justo a penas después de que los Cañaris firmaron el acuerdo de paz y prometían la sumisión pacífica. Por la cercanía geográfica entre Cuenca y Guayaquil, Tupac Yupanqui había enviado unos emisarios (a manera de diplomáticos) que inicialmente fueron recibidos amablemente por las culturas Manteño Huancavilca pero, antes de su regreso, fueron soprendidos por guerreros que los asecharon y mataron, quedando la opción pacífica que había funcionado con los Cañaris descartada. Esto ocasionó la reacción de los incas y terminó provocando la segunda batalla que estaría liderada por el nuevo Inca Huayna Capac quien alistó un ejército de orejones y empezó la invasión. Todo esto después de haber construido el fuerte en territorio Cañari, de lo que ahora son de las pocas ruinas incas que existen en Ecuador: Inga Pirca y Pumampungo.
En la segunda batalla, la resistencia de los manteño-huancavilca logró imponerse aunque no se sabía por cuanto tiempo más puesto que los Incas ya ocupaban territorios muy cercanos que lograron abastecer. Por esta razón ofrecieron como ofrenda a mujeres de su tribu quienes se presentaron ante el Inca pidiendo paz. De manera similar a como había funcionado con los Cañaris, según cuenta Gabriel Pino y Roca en sus Tradiciones, "ya que el Inca, fiel a su promesa, perdonó la vida a todos y sólo decidió reunir a los culpables y apostrofándoles sus crímenes les hizo tirar suerte, mandando ejecutar al 10 por ciento de ellos para que nadie diga jamás que había tenido preferencias". Esto compró tiempo a los Manteño Huancavilcas ya que no se acordó condiciones sobre el control territorial y una tercera batalla era inminente.
La tercera batalla se dio teniendo como contexto la enfermedad de Huayna Capac y las primeras campañas militares de uno de sus hijos, Atahualpa quien controlaba militarmente el norte del Tahuantinsuyo y quería continuar con el control de la costa de Ecuador, sin embargo, no logró su cometido. Los Incas se encontraban al borde de una guerra civil, con una crisis de sucesión y también aunque no lo sabían a las puertas de la conquista española. Por esta razón, se cuenta el fin de la cultura Huancavilca con la batalla frente a los españoles a través de la muerte de sus dos caciques Guayas y Quil.

### Las otras tribus indígenas y la resistencia frente al incario
Después de estas batallas, el territorio al norte del Tahuantinsuyo no quedaría asegurado, salvo algunas regiones en los Andes del sur de Ecuador. Por esta razón Huayna Cápac, alrededor de 1515, tendría que lidiar con muchas rebeliones y deberían incluso llegar a organizar un ejército de 40.000 hombres para someterlas. Para ello llevaría a sus hijos Ninan Cuyuchi y Atahualpa, a su lado y dejando en Cuzco a Huáscar. Lo que prepararía la configuración de la posterior guerra civil. Nunca lograron controlar a la Amazonía de Ecuador, en especial a los Shuar y los constantes levantamientos alrededor del Golfo serían desgastantes. Por esta razón el Inca Huayna Cápac dedicaría gran parte de sus energías a mantener la paz y no logró aumentar el territorio en la magnitud que si lo hizo su padre. Pasó gran parte de su vida en Tomebamba por esta razón, al menos los últimos diez años.

### La guerra civil incaica
Con este contexto empezaría la guerra civil incaica que fue en realidad una guerra de sucesión al trono puesto que Huayna Capac no dejó claro quien debía ser el siguiente a la corona y el imperio había crecido hacia el norte donde Atahualpa tenía militares que le eran fiel, mientras que al sur estaban los partidarios de Huáscar. Se estima que la guerra empezaría en el año 1529 y se sabe que terminaría con la victoria de Atahualpa en 1532, pero solamente unas pocas semanas antes de ser tomado capturado y ejecutado por Francisco Pizarro en Cajamarca. Existen dos versiones del conflicto que se desprenden de las crónicas: el primero que narra todo el suceso en un solo conflicto y el segundo que se desarrolló a lo largo de varias batallas de muchos años y que no sería hasta el final que Huáscar sería capturado. Los hechos favorecerían a Atahualpa puesto que en el enfrentamiento de Quipaipán, lograrían los generales Chalcuchímac y Quizquiz apresar al hermano mayor, Huáscar. Para mantener el control sería necesario la pacificación y muchas campañas serían sangrientas, al punto de que en Tomebamba, capital de los cañaris, se masacraron a 60 mil personas. Esto impidió a Atahualpa lograr llegar al Cuzco con fuerza e imponerse definitivamente hasta haber diezmado las tropas de sus enemigos, pudo finalmente emprender la marcha hacia la capital imperial. Mientras lo hacía se enteró de la llegada de un grupo de extranjeros, que resultaron ser los conquistadores españoles.

## La caída del Incario

### La llegada de Pizarro

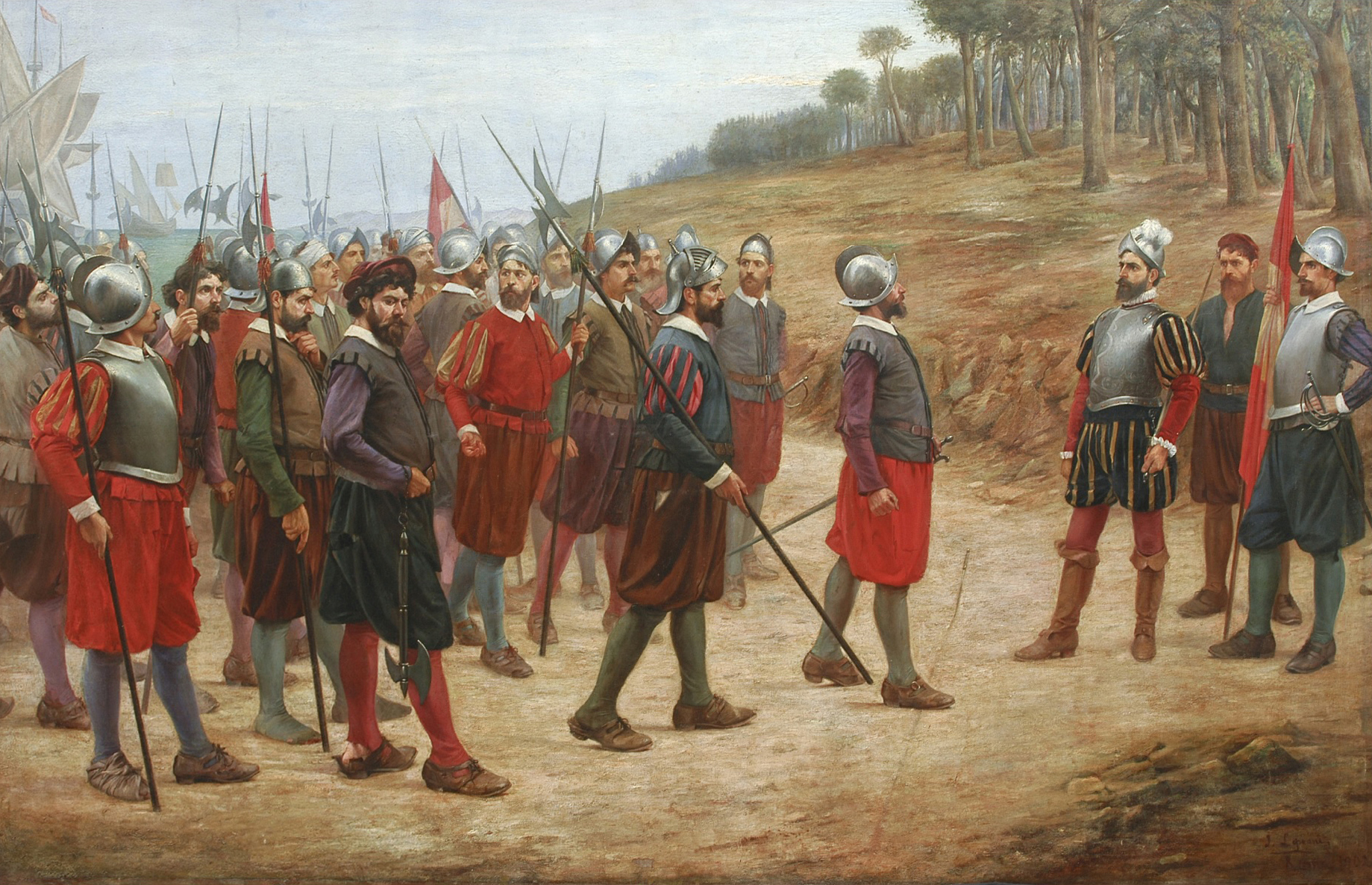
Los 13 de la Isla del Gallo (actual Nariño, Colombia). Óleo de Juan B. Lepiani, que representa a Francisco Pizarro en la isla del Gallo, invitando a sus soldados a cruzar la línea trazada en el suelo.

La primera expedición se llevó a cabo en noviembre de 1524 cuando salió de Panamá con dirección a Perú con unos 80 hombres y 4 caballos. El gobernador de Panamá, Pedro Arias Dávila, aprobó en principio la exploración de Sudamérica. La primera expedición de Pizarro, sin embargo, resultó un fracaso, ya que sus conquistadores, navegando por la costa del Pacífico, no llegaron más allá de Colombia antes de sucumbir al mal tiempo, la falta de alimentos y las escaramuzas con nativos hostiles, una de las cuales hizo que Almagro perdiera un ojo de un flechazo.
La segunda expedición sucedería dos años más tarde, con los tres conquistadores Pizarro, Almagro y Luque. Iniciaron los preparativos para una segunda expedición con el permiso de Pedro Arias Dávila. El 10 de marzo de 1526 Pizarro partió de Panamá con dos naves con 160 hombres y varios caballos, llegando hasta el río San Juan que se encuentra en la actual Colombia. El Piloto Mayor de Pizarro, Bartolomé Ruiz, siguió navegando hacia el sur y, tras cruzar el ecuador, encontró y capturó una balsa a vela con nativos de Tumbes. Para sorpresa de todos, éstos llevaban textiles, objetos de cerámica y algunas piezas de oro, plata y esmeraldas, convirtiendo los hallazgos de Ruiz en el eje central de esta segunda expedición. Pronto Almagro navegó hacia el puerto cargado de suministros y un refuerzo de al menos ochenta reclutas que habían llegado a Panamá desde España con espíritu expedicionario. Los hallazgos y las excelentes noticias de Ruiz junto con los nuevos refuerzos de Almagro animaron a Pizarro y a sus cansados seguidores. Llegaron a Atacames, en la costa ecuatoriana donde se produjo la llamada “Porfía de Atacames”, entre Almagro y Pizarro. Ella se originó cuando Almagro reprendió severamente a los soldados que querían volver a Panamá, calificándoles de cobardes, ante lo cual reaccionó Pizarro defendiendo a sus hombres, pues él también había sufrido con ellos. Ambos capitanes empezaron a discutir agitadamente y todo escaló llegando incluso a sacar sus espadas. Se hubieran batido en duelo si no fuese porque Bartolomé Ruiz, Nicolás de Ribera y otros lograron separarlos. De esta forma empezaron los preparativos para lo cual regresaron a Panamá y Pizarro logró reunir tres naves a las que proveyó con todo lo necesario para realizar la “entrada” definitiva al Perú.La tercera expedición sucedería alrededor de abril de 1528, cuando zarparon con destino a las costas de Sudamérica y llegaron a la región noroccidental peruana de Tumbes. Este lugar se convirtió en el primer éxito que los españoles tanto habían deseado. Fueron recibidos con una calurosa bienvenida de hospitalidad y provisiones por parte de los Tumpis, los habitantes locales. En días posteriores, dos hombres de Pizarro, Alonso de Molina y Pedro de Candia, reconocieron el territorio y ambos, por separado, informaron de las riquezas de la tierra, incluidos los adornos de plata y oro alrededor de la residencia del jefe y las hospitalarias atenciones con las que fueron recibidos por todos. Los españoles también vieron por primera vez la llama peruana, a la que Pizarro llamaba "pequeños camellos". Pizarro siguió recibiendo los mismos relatos sobre un poderoso monarca que gobernaba las tierras que estaban explorando. Estos hechos sirvieron como prueba para convencer a la expedición de que la riqueza y el poder mostrados en Tumbes eran un ejemplo de las riquezas del territorio peruano. Los conquistadores decidieron regresar a Panamá para preparar la expedición final de conquista con más reclutas y provisiones. Sin embargo, antes de partir, Pizarro y sus seguidores navegaron hacia el sur a lo largo de la costa para ver si encontraban algo de interés.

### La batalla en la Isla de Puná

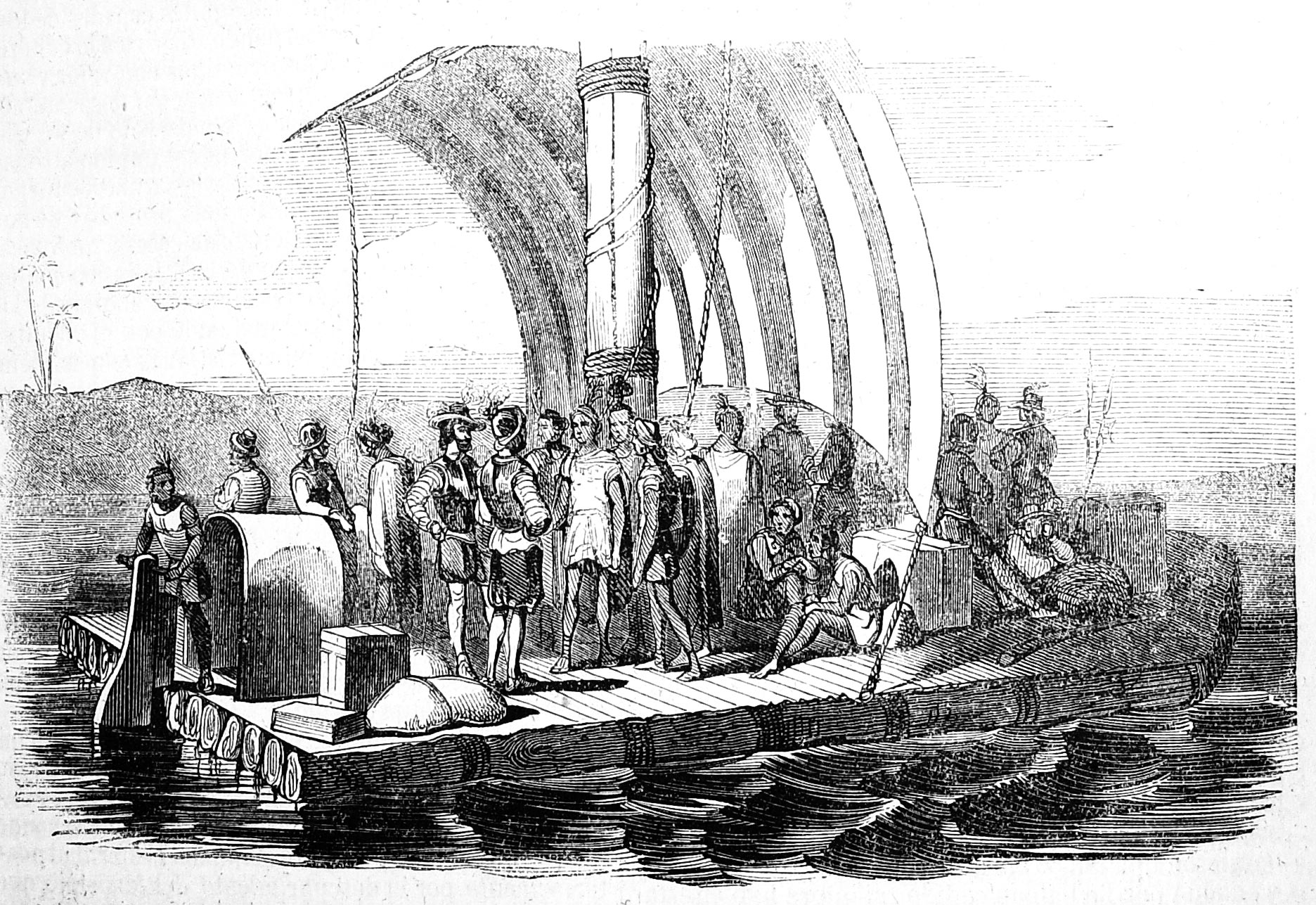
Los españoles transportados en una balsa a la Isla de Puná

En 1531, Pizarro desembarcó de nuevo en las costas cercanas a Ecuador, en la provincia de Coaque y en la región de las esmeraldas, donde buscó oro, plata y esmeraldas que luego envió a Almagro. Este último se había quedado en Panamá para reunir más reclutas. Sebastián de Belalcázar no tardó en llegar con 30 hombres. Aunque el principal objetivo de Pizarro era entonces zarpar y atracar en Tumbes como su expedición anterior, se vio obligado a enfrentarse a los nativos puneños en la Batalla de Puná, dejando tres o cuatro españoles muertos y muchos heridos. Poco después, Hernando de Soto, otro conquistador que se había unido a la expedición, llegó con 100 voluntarios y caballos para ayudar a Pizarro y con él navegó hacia Tumbes. Sin embargo al llegar se dieron cuenta de que el lugar estaba desierto y destruido. Los dos conquistadores supusieron que los colonos habían desaparecido o muerto en circunstancias turbias. Los caciques les explicaron que las feroces tribus de punianos les habían atacado y saqueado el lugar. En Puná en cambio, Pizarro se enteró de la historia de Alonso de Molina y su ejército que habían quedado entre los indígenas durante la segunda expedición. La noticia contaba que intentando huir de los tumbesinos, terminaron en la isla Puná, donde lo apresaron. Logró ganarse la confianza de los habitantes de la isla y lo convirtieron en su caudillo para que pelee contra los chonos y tallanes. Logró defenderse en varias peleas hasta que en una de ellas fue sorprendido y asesinado por los chonos.

### La captura de Atahualpa
Mientras tanto, Atahualpa se encontraba en Cajamarca, donde esperaba que le trajeran al cautivo Huáscar mientras se llevaba a cabo la guerra civil incaica.  Cuando los españoles llegaron a Cajamarca el 15 de noviembre de 1532, Atahualpa aceptó reunirse con ellos al día siguiente. Mientras tanto, los españoles habían visto por sí mismos las riquezas del Imperio Inca decidieron intentar capturar al Emperador. Pizarro había ocupado una plaza en Cajamarca. Atahualpa les hizo esperar el día 16, tomándose su tiempo para llegar a la audiencia real. Finalmente, apareció a última hora de la tarde, en una litera y rodeado de muchos nobles incas importantes. Cuando Atahualpa apareció, Pizarro envió al padre Vicente de Valverde a reunirse con él. Valverde habló con el Inca a través de un intérprete y le mostró un breviario. Tras hojearlo, Atahualpa tiró el libro al suelo con desdén. Valverde, supuestamente enfadado por este sacrilegio, pidió a los españoles que atacaran. Al instante, la plaza se llenó de jinetes y lacayos que masacraron a los nativos y se abrieron paso hasta la litera real.Los jinetes abatieron a los nativos que huían por los campos de los alrededores de Cajamarca. Ningún español murió en el ataque y el emperador Atahualpa fue capturado.Una vez que el cautivo Atahualpa comprendió su situación, aceptó un rescate a cambio de su libertad. Ofreció llenar una gran sala una vez con oro y dos veces con plata y los españoles accedieron rápidamente. El rescate de Atahualpa fue una gran fortuna: sumó unas 13.000 libras de oro y el doble de plata.

### Almagro se une a la expedición
Mientras todo esto sucedía, Diego de Almagro que se encontraba en Panamá, decide integrarse y emprende viaje a Sudamérica. Llegaron pues a las costas de Manabí (donde Almagro crearía después Portoviejo) con un total de seis barcos. El 20 de enero de 1533, Francisco Pizarro había recibido a otros mensajeros enviados desde San Miguel de Tangarará, avisándole de tal arribo. En total encallaron tres barcos grandes desde Panamá con Almagro liderando a un total de 120 hombres. Las otras tres carabelas venían desde Nicaragua pero con solo 30 hombres más. Llegaron además caballos y municiones. Con esto empezaba una nueva etapa dentro de la caída del incario: capturado Atahualpa y con refuerzos los españoles la situación se veía mucho más favorable para estos últimos. Francisco Pizarro además de las presiones bélicas también debía encarar dificultades financieras puesto que todos estos refuerzos se pagarían en todos los rubros como los fletes, comida, recompensas. Dependía del éxito de su empresa para que más gente se una.

### La traición de los Cañaris y la muerte de Huáscar y Atahualpa

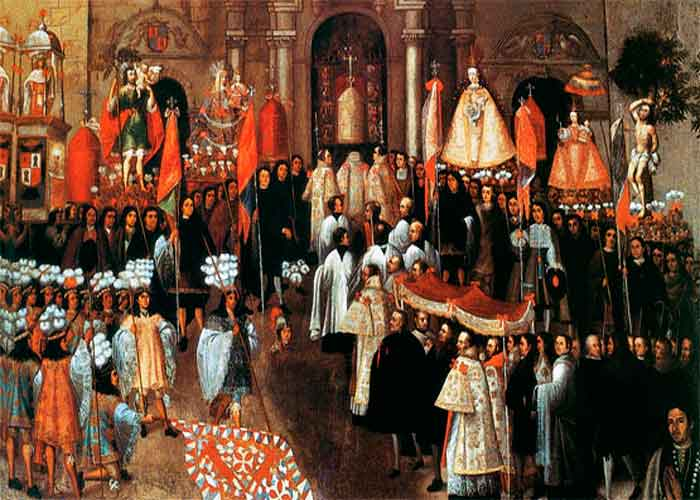
Nobles Cañaris en la esquina inferior izquierda durante el Corpus Christi en el Cuzco, siendo recompensados por su alianza con los españoles

La muerte de Huascar aunque se desconoce sus pormenores, es atribuida a su hermano, que temiendo que por traición se una a los españoles y sea liberado, ordenó su ejecución en Andamarca. Mientras tanto los conquistadores después de tomar el tesoro del rescate, mataron de todas maneras a Atahualpa, sin antes intentar convertirlo al catolicismo y juzgándolo por haber tirado una biblia al suelo.A pesar de esto, todas las tropas de Atahualpa que habían estado listas para la guerra civil con Huascar todavía no habían sido neutralizadas, y Pizarro temía que estaban siendo espiados y que un general Chalcuchímac enviaba informes a los ejércitos. Partiendo desde Cajamarca con dirección al Cuzco, Diego de Almagro llegaría finalmente y se uniría a los ejércitos españoles. Se presentaría a un campamento de Pizarro y seguirían caminando hasta donde se encontraba Hernando de Soto. De esta forma ya se encontraban juntos y listos para la toma del Cuzco. Durmieron en Jaquijahuana (Sacsahuana) el 12 de noviembre de 1533. Mientras se dirigían allá, los cañaris que habían sido conquistados por Tupac Yupanqui ofrecieron apoyo a los españoles por lo que la suerte de los conquistadores no podría estar mejor: el Inca muerto, los refuerzos llegaron y nuevas alianzas se materializaban. Los cañaris que después de la invasión de Túpac Yupanqui fueron esclavizados por los incas, buscaron liberarse a partir de la llegada de los españoles. De esta forma se daría el enfrentamiento y captura de Chalcuchímac a quien mataron en la hoguera.

## La búsqueda de El Dorado

### Almagro funda Santiago de Quito

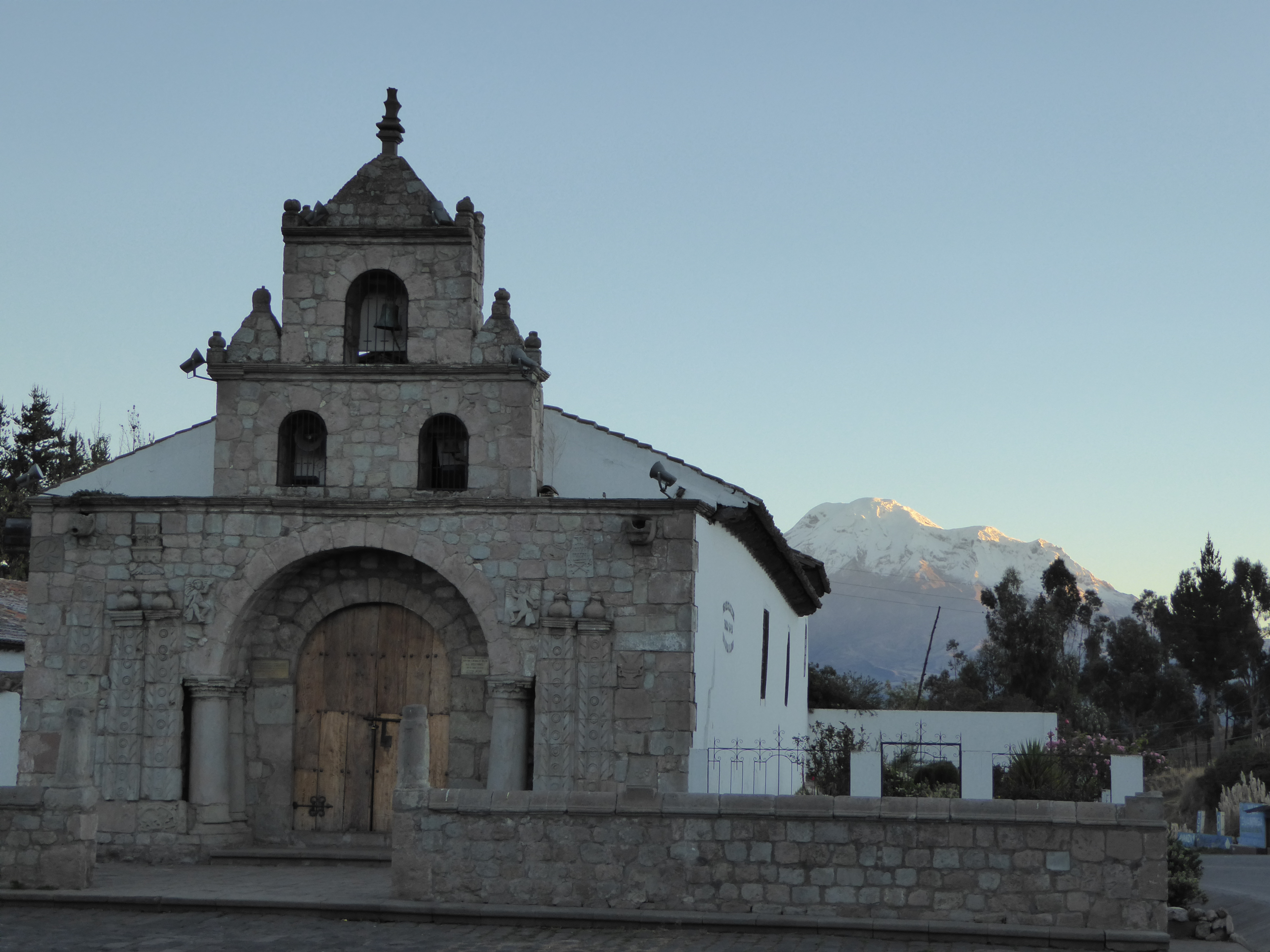
Iglesia de la Balbanera, fundada el 15 de agosto de 1534. Está ubicada cerca de la Laguna de Colta en la Provincia de Chimborazo, cerca de lo que sería Santiago de Quito.

Así las cosas, después de la muerte del Inca y la toma de Cuzco, con el fin del imperio Incaico, los conquistadores empezaron a repartirse el resto de territorios con el fin de poder reclamar una recompensa. Además del imperio azteca y el inca, existían leyendas de que había una tercera ciudad repleta de oro, lo que crearía la carrera por la Búsqueda de El Dorado en todo el continente. Esto causaría la conquista de los poblados indígenas restantes, como los Manteños, los Huancavilca, los Quitus, los Puruhá, los Caranqui, los Pastos, los Pubenenses y los Pijaos. Además motivaría la exploración del interior del continente, causando el descubrimiento del Río Amazonas y la exploración del Río Orinoco.
Diego de Almagro antes de descubrir Chile partiría al norte para asegurar el resto del territorio y también porque temía que Pedro de Alvarado, el conquistador de Centroamérica se haga de esa región y la reclame. Siguiendo más al norte, Almagro llegaría al encuentro de Sebastián de Belalcázar en San Miguel de Tangarará, actual ciudad de Piura. Partieron rumbo a Quito frente a un total de 200 soldados. Cuando ya se encontraban en territorio del actual Ecuador y pensando en un posible enfrentamiento con Alvarado, Almagro fundó el 15 de agosto de 1534 la ciudad de Santiago de Quito, cerca de lo que ahora es Riobamba, en la llanura conocida como Liribamba.

### Acuerdo entre Almagro y Alvarado

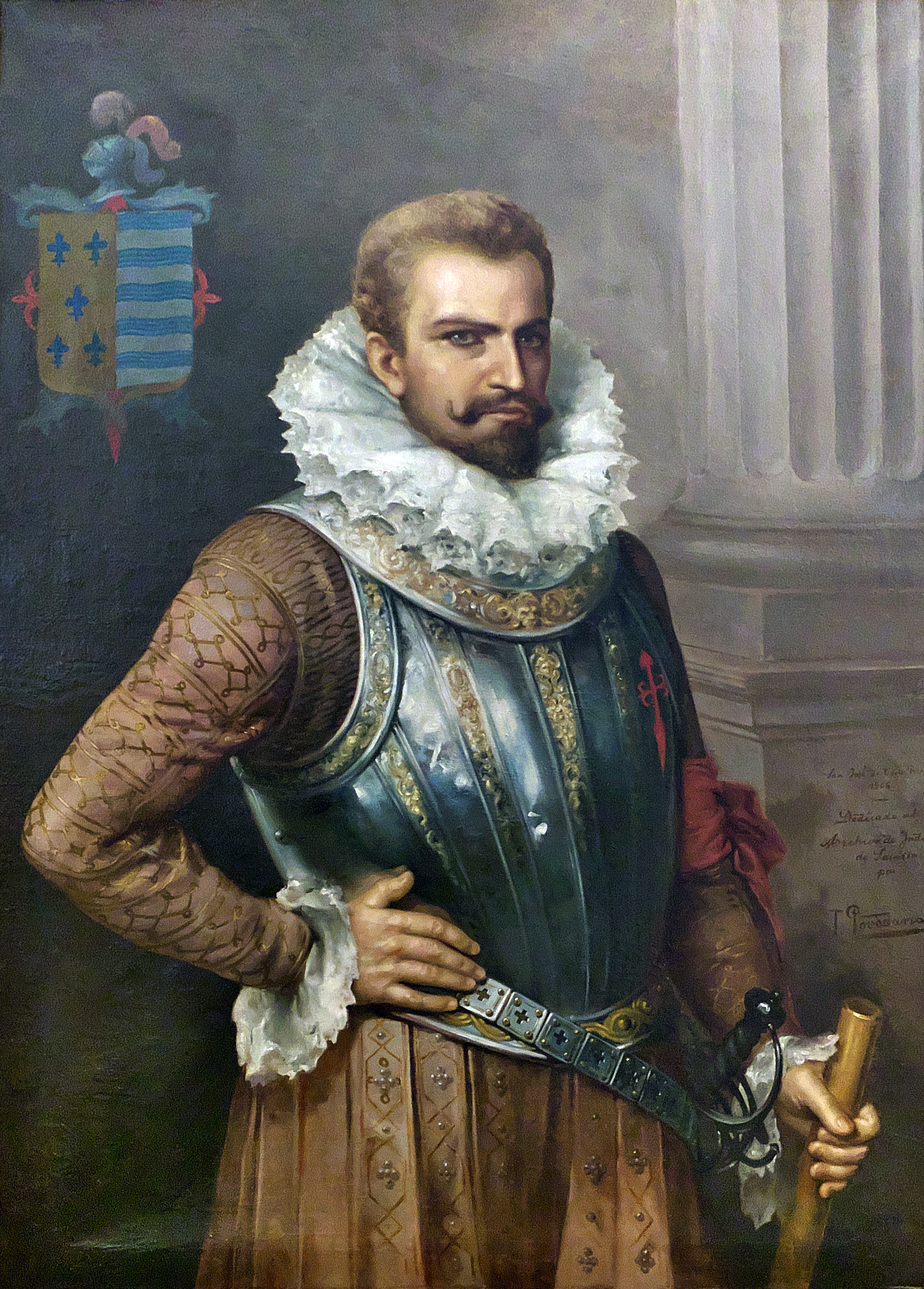
Pedro de Alvarado quien después de conquisitar Centroamérica se dirigió a Ecuador para continuar con las campañas

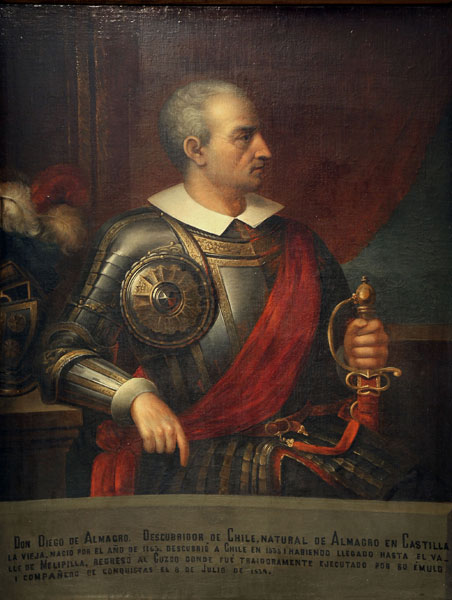
Diego de Almagro quien fundaría Santiago de Quito anticipándose a Alvarado, a quien lo recibiría en las costas de Manabí

Después de esto, Almagro y Belalcázar bajarían al valle de Liribamba, donde había estado los fuertes militares Quitus para reunirse ahí con Pedro de Alvarado quien había llegado a las costas de Ecuador con todo el ejército, caballos, municiones y religiosos. Entre este último grupo se encontraba el fraile belga Jodoco Ricke quien tendría un gran papel en las reducciones de Quito enseñando a los indígenas artes. Los ejércitos entraron en Moche y se encontrarían Alvarado con Almagro y Belalcázar. Al darse cuenta de que llegaba tarde a la conquista y que no iba a poder hacer frente al plan ya ejecutado de Pizarro, decidió llegar a un acuerdo. Para ello se quedó negociando Diego de Almagro mientras Sebastián de Belalcázar partiría al norte a fundar la ciudad de Quito. El acuerdo se llevaría a cabo en la ciudad de Santiago de Quito que había sido recién fundada por Almagro para tener precedencia en el derecho indiano sobre la tierra ocupada. Alvarado por su parte cedió la fundación y vendió parte de lo que había traído como parte de la empresa que incluía sus barcos, esclavos, caballos y armas. Al inicio Almagro se mostraba reacio y poco firme en la negociación pero llegó a un acuerdo muy beneficioso de adquirir todo eso por solo 100 mil pesos. Alvarado regresaría a Guatemala, firmando una escritura el 26 de agosto de 1534. Una vez se acabó el acuerdo, Almagro despoblaría la ciudad de Santiago de Quito para dar cabida a la fundación de las nuevas ciudades de San Francisco de Quito y Santiago de Guayaquil. Como líder de la caballería y con gran presencia fundaría Sebastián de Belalcázar ambas ciudades con disposición de Diego de Almagro. 

### Las fundaciones de Belalcázar

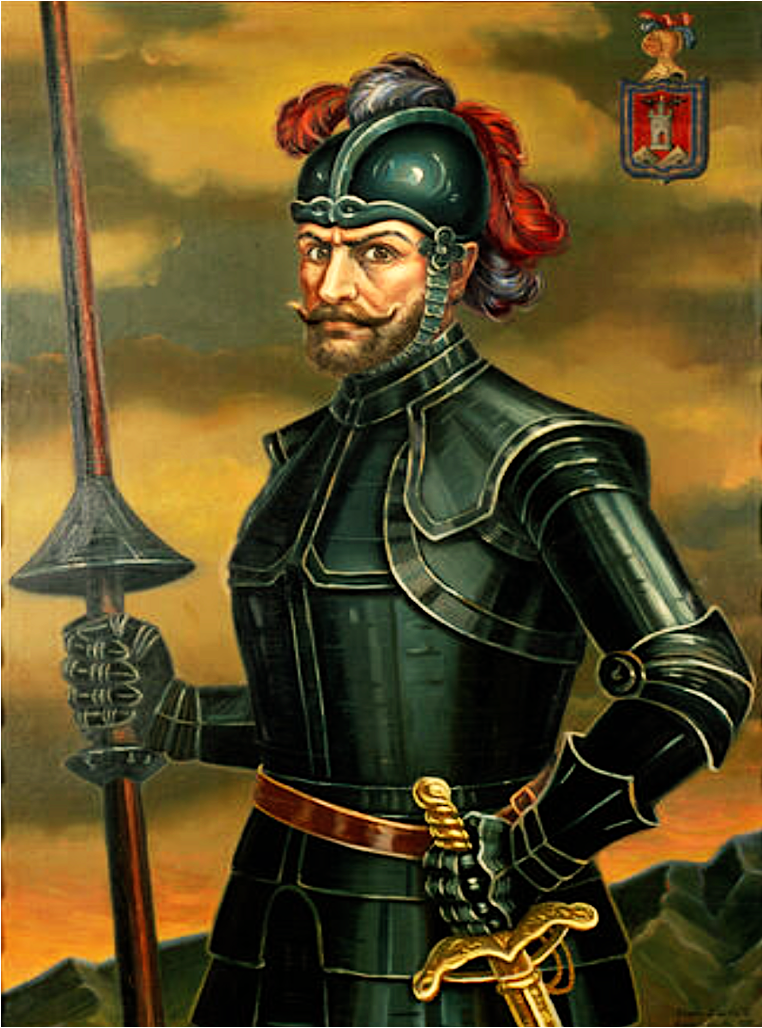
Sebastián de Benalcázar, fundador de Ambato, Quito, Popayán, Cali y Neiva.

La fundación de Quito por segunda ocasión se daría en medio de la visita de Alvarado pues al tener varios frentes: poblaciones indígenas, conquistadores que competían y un ejército que buscaba la recompensa, las maniobras y coordinación debía ser ágil. Se apresuró Almagro a fundar, después del acuerdo con Alvarado, la ciudad de San Francisco de Quito. Esta segunda fundación fue el 28 de agosto de 1534 a través de una acta que sería firmada en la misma ciudad de Santiago de Quito antes de su despoblamiento para que luego sea Belalcázar quien tome posesión de la ciudad mientras neutralizaba a Rumiñahui. Por esta razón, el líder de las caballerías que se había autonombrado teniente gobernador de Quito en una carta debía materializarlo para lo cual marchó hacia Quito para enfrentar a Rumiñahui definitivamente. Se dirigió a Pillaro y envió al capitán Luis de Daza para capturar al general quien se conoce se encontraba en Muliambato. Lo apresaron finalmente en la laguna al sur de Píntag y lo asesinaron. Se desconoce cómo terminó su vida. Por otra parte mientras esto sucedía, la crisis en los indígenas era latente y el general Quizquiz había sido asesinado por sus capitanes lo que causó la dispersión de su ejército. Una vez neutralizado el ejército atahualpista del norte procedió a la fundación de San Francisco de Quito el 6 de diciembre de 1534 que dice: 
Por tanto que él, en nombre de su Majestad o del dicho señor Gobernador don Francisco Pizarro, por virtud de los poderes que su señoría tiene como su Teniente General de Gobernación e Capitán General, funda e fundó otro pueblo en el sitio e asiento donde está el pueblo que en lengua de indios se llama "Quito".
En la fundación de la ciudad se contaba con un total de 203 vecinos que incluía a Belacázar también. Empezaron con la delineación de la nueva ciudad siguiendo con el clásico damero y la arquitectura inspirada en el sur de España. Se entregó un solar a cada dos habitantes y sus primeros alcaldes fueron Diego de Tapia y Juan de Ampudia y uno de los más importantes regidores fue Pedro de Puelles.

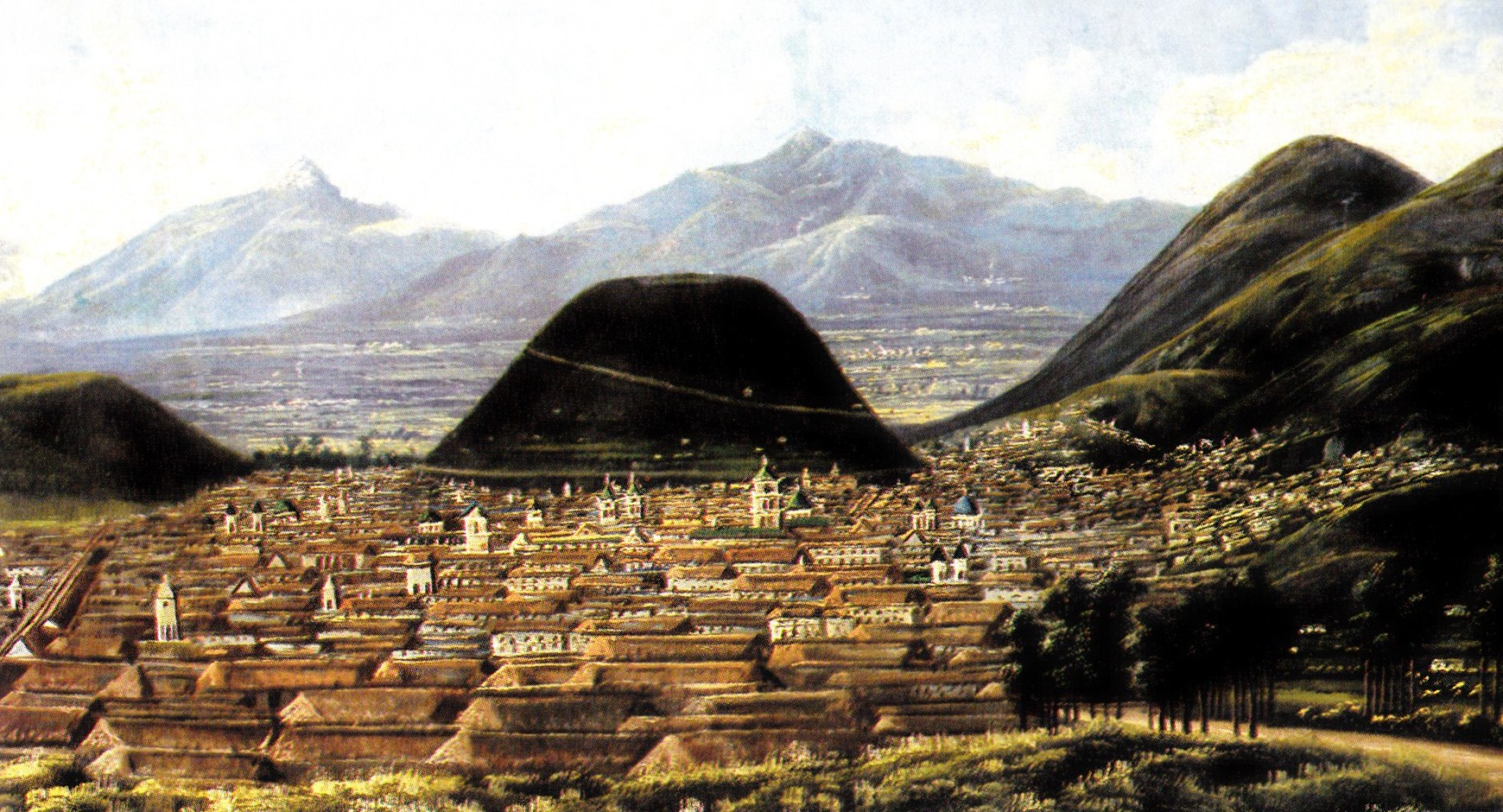
"Quito", obra del pintor Rafael Salas a mediados del.

Por otro lado, la fundación de la ciudad de Santiago de Guayaquil tardaría un poco más por los varios asentamientos que se necesitó hasta encontrar su lugar definitivo. Tener control sobre el Golfo de Guayaquil, desde la resistencia Huancavilca ante Huayna Capac, la derrota de Pizarro en la isla Puná y con los continuos alzamientos de los Chonos fue siempre una tarea difícil. Por esta razón se registra un total de cinco asentamientos de la ciudad que duró desde 1534 a 1547. Según la Cédula Real del 4 de mayo de 1534, las fundaciones que hacían los conquistadores debían cumplir con ciertas condiciones caso contrario se debería trasladar a otra localidad a las ciudades. Santiago de Quito sería despoblada para la fundación de la nueva ciudad de Santiago ahora en la Costa con el fin de facilitar la logística requerida, de manera similar a Puerto Viejo, ya que las provisiones y refuerzos para la conquista dependían de una comunicación ágil con Centroamérica. Además la ciudad de San Miguel fundada en Piura quedaba demasiado distante y se necesitaba controlar el golfo, el río y su cuenca como sector estratégico. Por esta razón, Belalcázar marchó hacia el río Guayas y se asentó en un lugar cerca de lo que ahora es el río Yaguachi, en la provincia de Babahoyo. Tuvo el nombre de Santiago de Amay y sería fundada en 1535. Fue asaltada e incendiada por los Chonos por lo que tuvo que ser asentada un año más tarde en Santiago de la Culata, solo para ser nuevamente invadida desde el norte y sur por una alianza militar entre los Chonos y Punáes. Dos años más tarde en 1537 por Francisco de Orellana, quien era el Gobernador de Puerto Viejo y siguiendo órdenes de Pizarro fundaría la ciudad nuevamente. Tradicionalmente Guayaquil considera esta fundación como la oficial, a pesar de que los problemas continuarían y se debería refundar la ciudad nuevamente con el nombre de Santiago de la Nueva Castilla cerca de la población de indígenas Huancavilca que eran menos violentos, sin embargo fueron invadidos nuevamente y además por los problemas de las enfermedades tropicales tuvieron que asentarse una vez más, ahora si la definitiva en Guayaquile 1543. Desde entonces se conoce a esta ciudad como Santiago de Guayaquil. Después el 25 de julio del año de 1547, día del patrono de la ciudad el Apóstol Santiago, atracaron en las Peñas y unos cerros que ahora se conocen como Cerro Santa Ana y Cerro del Carmen. Por lo que la ciudad tuvo que ser defendida constantemente. 

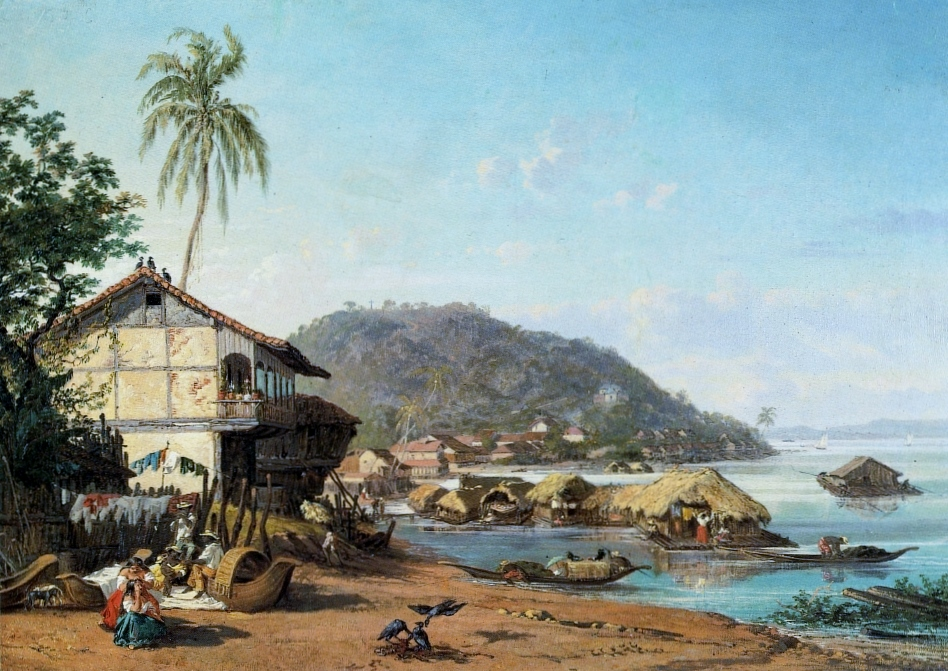
Santiago de Guayaquil por Ernest Charton,.

No solo sería esta ciudad en la costa que sería fundada sino que también, Diego de Almagro estaría involucrado en la fundación de San Gregorio de Puerto Viejo, en la costa por donde había encallado Pedro de Alvarado. Para ello enviaría a uno de sus capitanes, Francisco Pacheco desde San Miguel de Piura, al sur del Golfo de Guayaquil el 12 de marzo de 1535. Se adelantaría de esta forma a Pedro de Puelles quien había sido enviado por Belalcázar con el mismo fin. Se llevaría a cabo una pugna entre Puelles y Pacheco por la fundación de la villa que sería resuelta por Pizarro a favor de Pacheco. Este haría un pacto con 30 caciques locales cerca de la comunidad indígena de Picoazá en lo que en ese entonces se llamaba la Provincia de Puerto Viejo y sería además su primer Teniente Gobernador por dos años hasta 1537.
Belalcázar continuó con la fundación de nuevas ciudades puesto que se encontraba buscando El Dorado y había escuchado de que los Pastos y Tumaco tenían oro. Esto ocurriría tres años después de la fundación de Quito.Consecuencia de esto se enfrentaría a los indígenas Pastos se terminaría la fundación de La Villaviciosa de la Concepción de Pasto, que lleva el nombre de San Juan de Pasto.En concreto esta palabra es de origen quechua y significa “río azul”. Esta además hacia referencia a las tribus que habitaron esta región que está englobada por Túquerres e Ipiales. El nombre se atribuye al cronista Cieza de León quien describió que “todos estos pueblos y caciques tenían y tienen por nombre Pastos , y por ellos tomó el nombre de Villa de Pasto”.Sería en este mismo año cuando continuaría su paso venciando al cacique Payán que lideraba a los indígenas locales, para lo cual fundaría la ciudad de Popayán el 13 de enero de 1537. Un mes antes, el 24 de diciembre de 1536, el capitán Juan de Ampudia ya había ocupado con sus soldados un sitio llamado la loma de El Azafate, donde habitaba el cacique o yasgüén, lo que le permitió a Sebastián de Belalcázar fundar rápidamente la ciudad, después de someter a los nativos, que vivían alrededor del llamado Morro del Tulcán. Ambas ciudades serían parte de la Real Audiencia de Quito, después de su creación en los años sesenta de ese siglo. El rol de Pasto estaría vinculado al control de Tumaco y también tendría sacerdotes que se vincularían a las misiones de Maynas, en la Amazonía. Por otro lado Popayán desarrollaría las minas lo que le permitiría administrar la casa de la moneda que sería vital para la economía de la Audiencia de Quito. Jugaría un rol similar al de la ciudad de Ibarra que sería fundada en el siglo siguiente al ser creada cerca de la costa pacífica, vincular su economía al trabajo forzado, muchas veces con esclavos y a tener una presencia importante de la iglesia católica. Estas ciudades pasarían a formar parte de Colombia después de la ruptura de la Gran Colombia. 
Continuando con las fundaciones, Belalcazar subiría por la cordillera hasta fundar la ciudad de Cali el 25 de julio de 1536. Al igual que para la fundación de Quito se enfrentó al cacique Rumiñahui, para la fundación de Cali se enfrentaría al cacique Petecuy. Este cacique junto a otros cinco había logrado mantener el control de la región, sin embargo con las noticias de la conquista, abandonó las poblaciones de los lilies de modo que los españoles encontraron estos poblados vacíos, de la misma forma que Rumiñahui había abandonado Quito por lo que se la había encontrado vacía. Esta ciudad estaba, inicialmente establecida al norte de la posición actual cerca de Vijes y Riofrío. Sin embargo, con el fin de cumplir las leyes de indias se reubicó al lugar actual, donde el capellán Fray Santos de Añasco celebró una misa en el lugar hoy ocupado por la Iglesia de la Merced. Belalcázar designó como primera autoridad municipal a Pedro de Ayala. Es importante señalar que durante la colonia Santiago de Cali fue parte de la Gobernación de Popayán, la cual a su vez era parte de la Real Audiencia de Quito. Aunque Cali fue inicialmente la capital de la Gobernación, en 1540 Belalcázar asigna esta función a Popayán debido al clima templado de esa ciudad. Después de esto continuaría con su conquista llegando finalmente a las planicies del Tolima, donde se enfrentaría a los indígenas Pijaos. Estos indígenas eran considerados caribes o caras, lo que les emparentaba con los caranquis de Ecuador y que a través del Río Magdalena entraron en contacto con otros indígenas del norte. En este caso sería el cacique Calarcá quien destacaría en la resistencia a la conquista. Belalcázar por su parte continuaría, sin fundar ni lograr controlar esta región, llegando a lo que ahora es Santafé de Bogotá.

### Acuerdo entre Belalcázar, Quezada y Federman

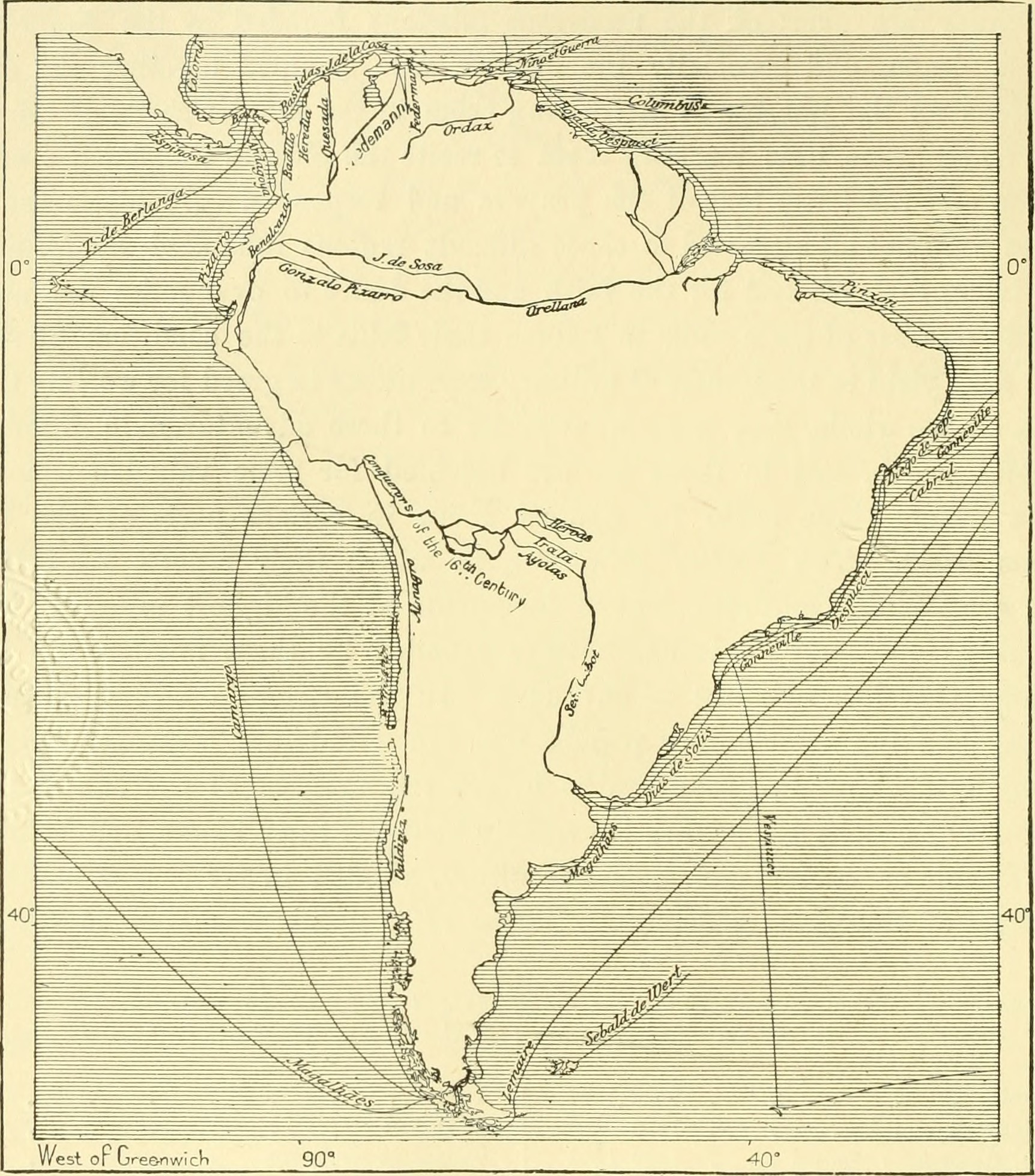
Mapa con la exploración del Amazonas por Pizarro y Orellana, así como con las rutas de los conquistadores Belalcázar, Quesada y Federman

Esta ciudad la encuentra ya fundada por el conquistador Jiménez de Quesada, lo que crea una pugna puesto que Belalcázar insiste en que él debería ser el fundador legítimo. Esto no solo le permitía reclamar recompensa y ser premiado con un título nobiliario, sino tal vez le garantizaba algún cargo. Aquí se ve el mismo patrón que se había repetido entre Almagro y Alvarado para fundar Quito, y el caso de Puelles y Pacheco para fundar Portoviejo. Solo que en esta ocasión también se vincularía a la polémica el conquistador de Venezuela Nicolás de Federman, quien había sido contratado por la Familia Welser después de que Ambrosio Alfinger murió en 1533 asesinado por los indios Chitareros y  Juan de Ampies había fundado Coro.Federman había llegado de fundar Riohacha cuando llegó a Santafé de Bogotá poco después de su fundación por Jiménez de Quesada. Sin embargo al haber sido este último quien había enfrentado al cacique Hunzahúa y sometido a los muiscas, quedaba como fundador de Santafe de Bogotá. Así las cosas, Belalcázar acepta la prevalencia de Quesada y regresa al sur con el objetivo de crear la Villa de Neiva en el año 1539.Su rol de fundador no terminaría con esta ciudad puesto que continuaría fundado villas pequeñas que serían lo que después se convertiría en las redes comerciales que conectarían los territorios del sur de Colombia con la sierra de Ecuador. 

### El descubrimiento del Río Amazonas

Francisco de Orellana, fundador de Guayaquil, gobernador de Portoviejo y explorador que descubrió el Río Amazonas.

En 1540 Gonzalo Pizarro llegó a Quito como vicegobernador y Francisco Pizarro, su hermanastro paterno mayor, le encargó una expedición para localizar la "Tierra de la Canela", que se creía situada en algún lugar al este. Orellana fue uno de los lugartenientes de Gonzalo Pizarro durante su expedición de 1541 al interior de Sudamérica, al este de Quito. En Quito, Gonzalo Pizarro reunió una fuerza de 220 españoles y 4000 nativos. Al mismo tiempo, como segundo al mando, Francisco de Orellana fue enviado a Guayaquil para reunir tropas y caballos. Pizarro salió de Quito en febrero de 1541, justo antes de que llegara Orellana con sus 23 hombres y caballos. Orellana se apresuró a seguir a la expedición principal, con la que contactó en marzo. Sin embargo, cuando la expedición abandonó las montañas, 3.000 nativos y 140 españoles habían muerto o desertado.
Al llegar al río Coca (afluente del Napo), se construyó un bergantín, el San Pedro, para transportar a los enfermos y las provisiones. Gonzalo Pizarro le ordenó explorar el río Coca y regresar después de encontrar el final del río. Cuando llegaron a la confluencia con el río Napo, sus hombres amenazaron con amotinarse si no continuaban. El 26 de diciembre de 1541, aceptó ser elegido jefe de la nueva expedición y conquistar nuevas tierras en nombre del rey. Orellana (con el dominico Gaspar de Carvajal, cronista de la expedición) y 50 hombres partieron río abajo en busca de víveres. Incapaz de volver contra corriente, Orellana esperó a Pizarro, enviando finalmente de vuelta a tres hombres con un mensaje, y comenzó a construir un segundo bergantín, la Victoria. Mientras tanto, Pizarro había regresado a Quito por una ruta más septentrional, para entonces con sólo 80 hombres con vida.
Tras abandonar la aldea del Napo, Orellana continuó río abajo hasta el Amazonas. Los 49 hombres empezaron a construir un barco más grande para la navegación fluvial. Durante su navegación por el río Napo, se vieron constantemente amenazados por los omaguas. Alcanzaron el río Negro el 3 de junio de 1542 y finalmente llegaron al río Amazonas.

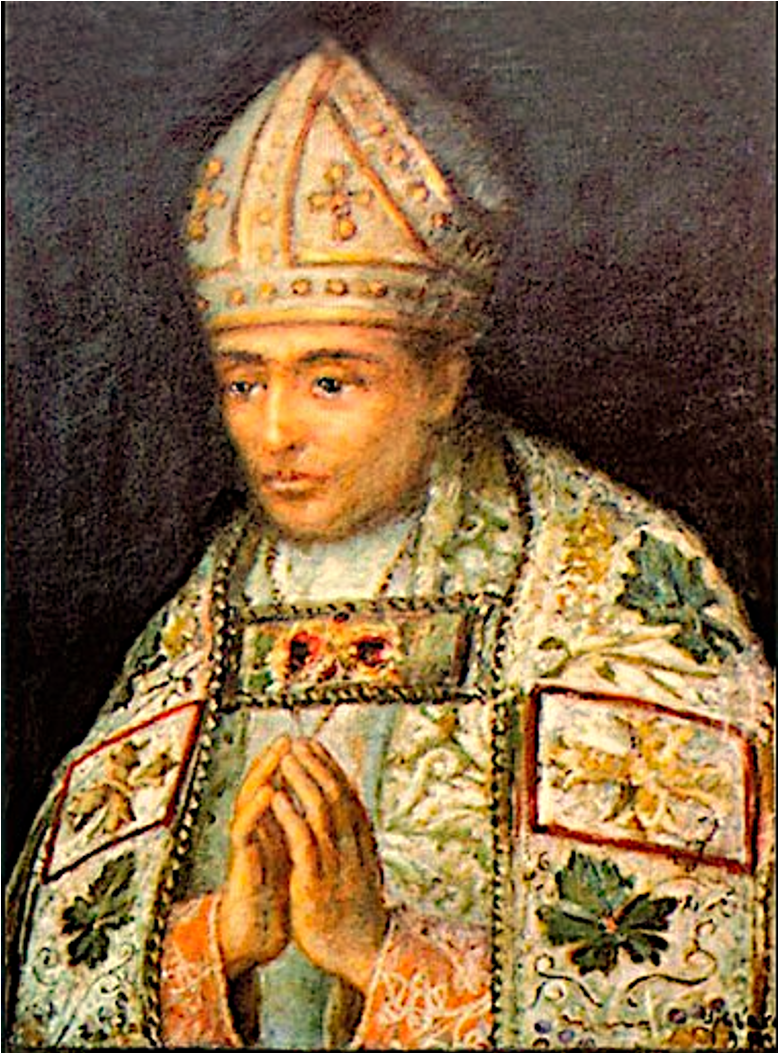
Fray Tomás de Berlanga, obispo de Panamá

### El descubrimiento de las Islas Galápagos
El archipiélago de las Galápagos, se sospecha había sido posiblemente colonizado por pueblos indígenas, según los hallazgos de los arqueólogos Thor Heyerdahl y Arne Skjolsvold cuando en 1952 encontraron fragmentos de cerámica parecidos a estilos cerámicos del continente sudamericano. Sin embargo, estudios posteriores demostraron que aquellos fragmente son mucho más recientes, por lo que se ha descartado la teoría del descubrimiento prehispánico de las islas. Formalmente, las Galápagos fueron descubiertas por casualidad el 10 de marzo de 1535, cuando el barco del obispo de Panamá fray Tomás de Berlanga se desvió de su destino a Perú, donde cumpliría un encargo del rey español Carlos V para arbitrar en una disputa entre Francisco Pizarro y sus subordinados tras la conquista del imperio incaico. A causa de una calma chicha y las fuertes corrientes marinas, la nave del obispo fue arrastrada hasta las Galápagos. En la crónica de su aventura, dirigida desde Portoviejo al emperador Carlos V acerca del descubrimiento de las Islas Galápagos, Berlanga describía las inhóspitas condiciones prevalecientes en las desérticas islas, así como las gigantescas tortugas que las habitaban. También describió las iguanas marinas, los lobos marinos y muchos tipos de aves, recalcando la inusual mansedumbre de los animales y que expresaba en las siguientes palabras:
Traxo el navío muy buen tiempo de brisas siete días, que haziase el piloto cerca de la tierra e diones calma seis días; eran tan grandes las corrientes, que nos engolfaron de tal manera, que miércoles en diez de marzo, vimos una isla; e porque el navío no había más agua que para dos días, acordaron de echar la barca e salir a tierra por agua e yerba para los caballos. … E salidos no hallaron sino lobos marinos, e tortugas e galápagos tan grandes que llevaban uno un hombre encima, e muchas higuanas que son como sierpes. Otro día vamos otra isla mayor que es aquella de grandes sierra, e creyendo que allí por su grandeza como por su monstruosidad que no podía dejar de tener ríos e frutas, fuiemos a ella, porque la primera baxaria diez o doce leguas, e en esto bebiose el agua quen navío abia e estuvimos tres días en tomar la isla, con calmas, en los cuales allí los hombres como los caballos padecimos muchos trabajos.

## Listado de batallas militares y exploraciones

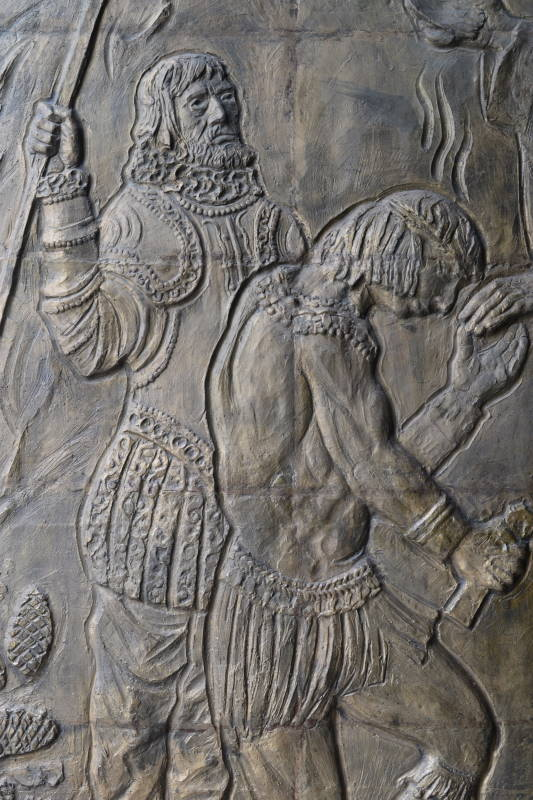
Representación de la conquista en un bajorrelieve en Quito

### Batallas importantes
- Invasión incaica finales del siglo XV inicios del XVI.
  - Conquista de los Cañaris ocurrido aproximadamente en 1470.
  - Conquista de los Guancavilcas y Punaes.
  - Primera Batalla de Tiocajas ocurrido en 1490.
  - Batalla de Yahuarcocha ocurrió en los años 1491 o 1520 probablemente.
  - Segunda Batalla de Tiocajas en el año 1514.
- Guerra civil incaica desde el año 1529 hasta 1532.
  - Batalla de Mullihambato
  - Batalla de Chillopampa
- Conquista del imperio Incaico desde 1524 hasta 1572.
  - Batalla de la Isla Puná ocurrido en 1531.
  - Tercera Batalla de Tiocajas en el año 1534.
- Guerras civiles entre los conquistadores durante los años 1537 hasta 1554.
  - Gran Rebelión de Encomenderos en 1542.
  - Batalla de Iñaquito en el año 1546.

### Exploraciones de la Amazonía

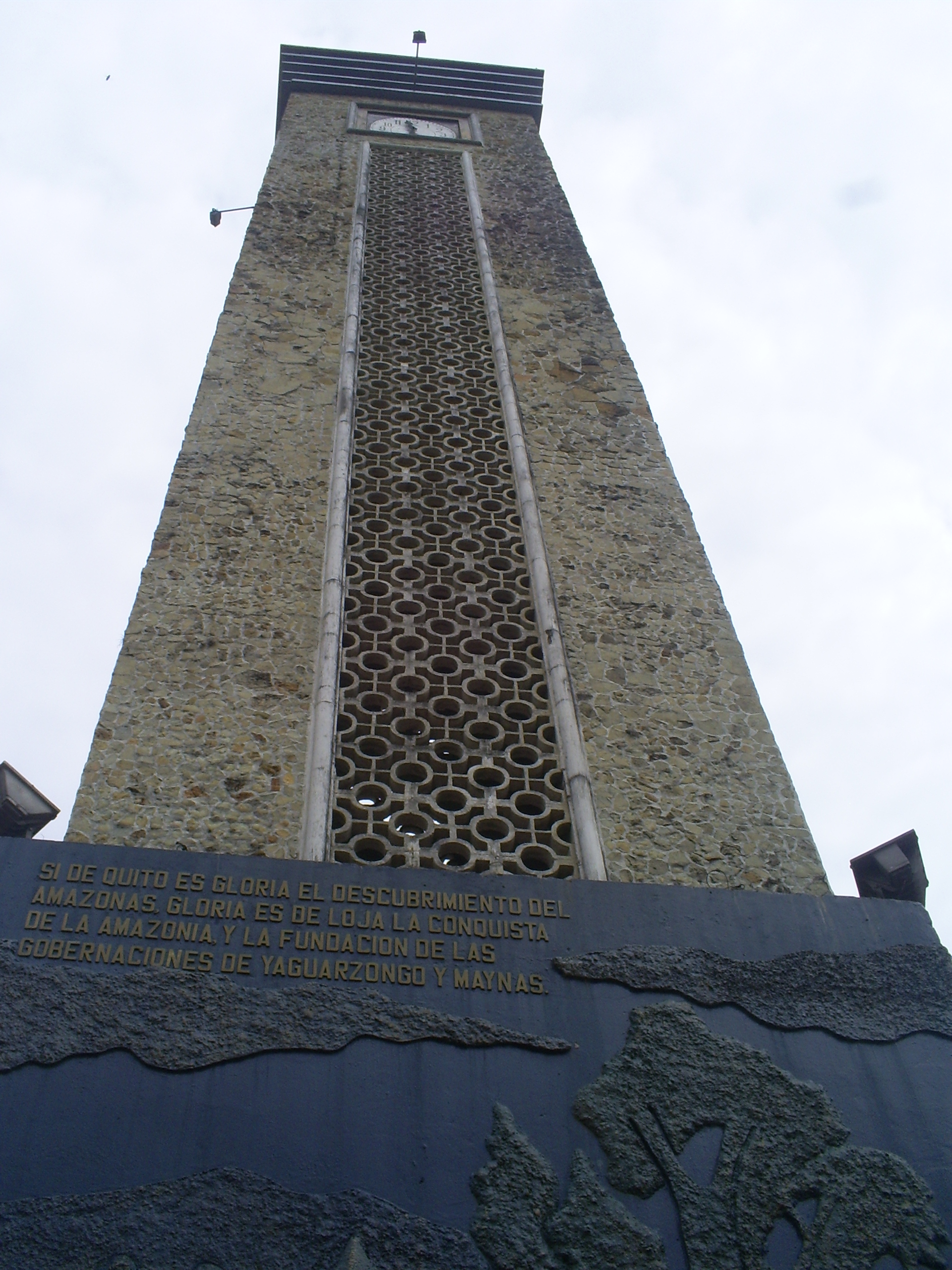
Torre en la plaza central de Loja donde se lee "Si de Quito es Gloria el Descubrimiento del Amazonas, gloria es de Loja la Conquista de la Amazonía y la Fundación de las gobernaciones de Yahuarzongo y Maynas."

Después de la fundación de las principales ciudades en la Costa y la Sierra, empezarían las expediciones hacia la Amazonía por varios exploradores y conquistadores entre los que destacan:
- En 1539, Gonzalo Díaz de Pineda entró a Baños y fundó el asiento de Sevilla de Oro, ciudad de Macas.
- En 1541, Gonzalo Pizarro y Francisco de Orellana se volcaron hacia la Amazonía y terminaron descubriendo el Río Amazonas.
- En 1541 Pedro de Vergara, conquistó el oriente de la provincia de Azuay. Los territorios de Yaguarzongo, Paltas, Huancabamba y Bracamoros.
- En 1546, Alonso de Mercadillo fundó la ciudad de Loja, por disposición de Pizarro.
- En 1548 Hernando de Benavente y Nuñez de Bobadilla, exploran la región de Santiago-Méndez, habitada por los jíbaros.
- En 1548, Gil Ramírez Dávalos funda las villas de Maspa, Baeza y Ávila.
- En 1552, Egidio Ramírez Dávalos llevó a cabo la fundación de Quijos.
- Entre 1557 y 1559, Juan de Salinas Loyola salió de Loja y fundó las ciudades de Logroño, Valladolid y Loyola. Bajó por el río Amazonas hasta la confluencia con el Ucayali.
- En 1558, Francisco Pérez de Quezada, conquistó las regiones de Apoporis y del Vaupés, y fundó después las villas de Mocoa y Esija.
- En 1560, Gil Ramírez Dávalos fundó la ciudad de Archidona, y la villa de San Juan de Tena.
- En 1563, Melchor Vásquez de Ávila, Andrés de Contero, fundó la ciudad de Alcalá del Río e hizo una nueva fundación de Archidona y de Ávila.
- En 1572, Pedro de Vergara, siguiendo el río Zamora y el Santiago bajó hasta el río Marañón y buscando el río Pastaza llegó al río Rimachuca.

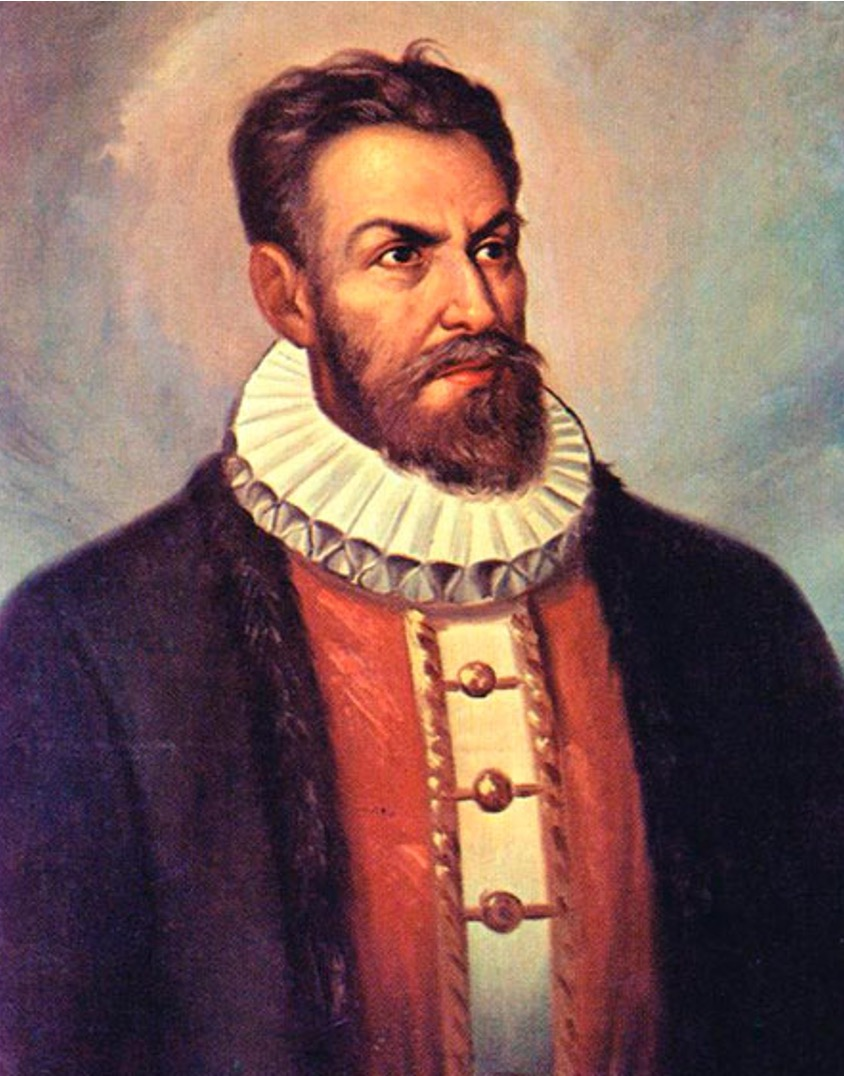
Gil Ramírez Dávalos, fundador de Cuenca, Tena, Baeza y Azogues.
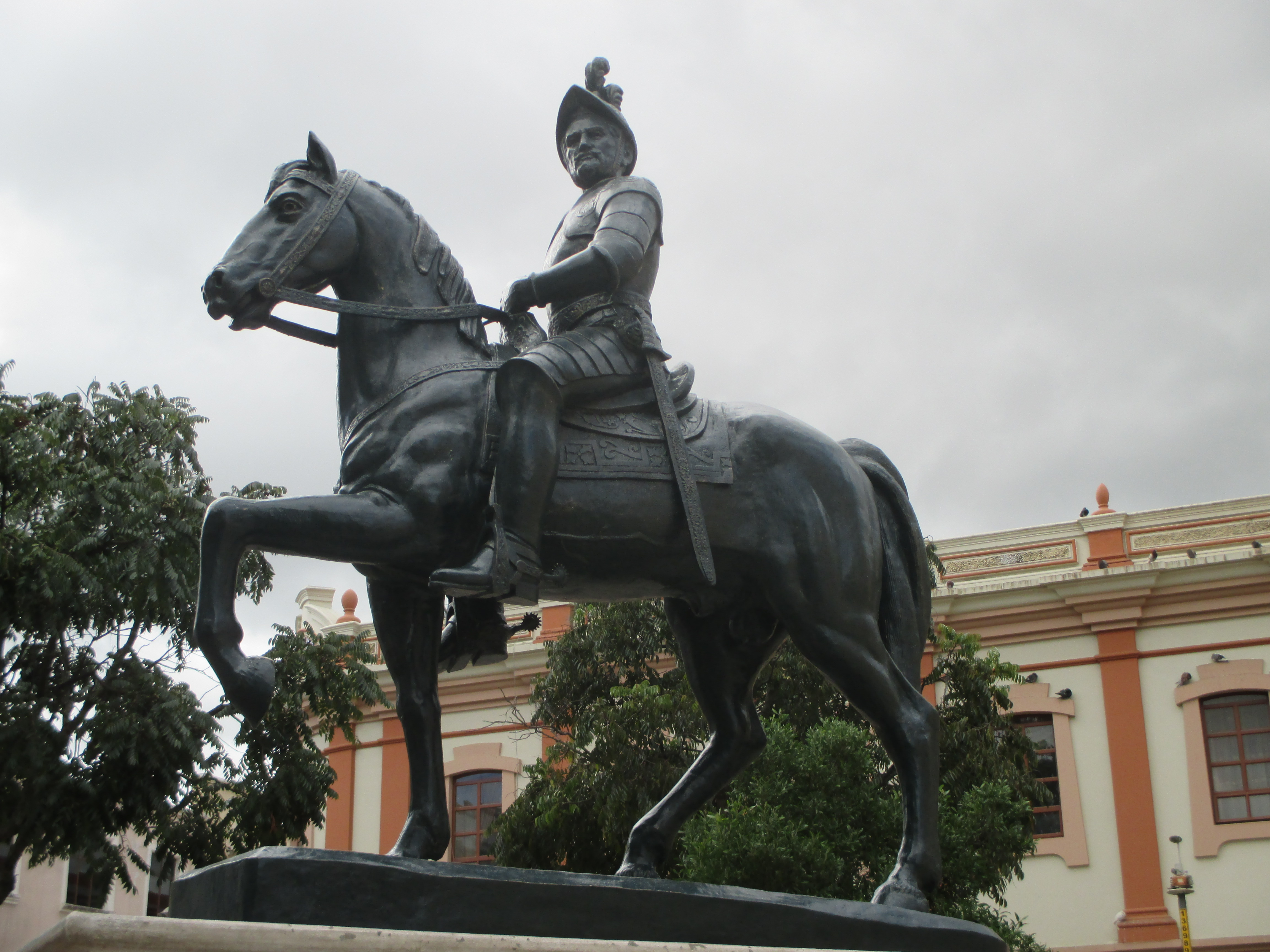
Alonso de Mercadillo, fundador de Loja, Zaruma y Zamora
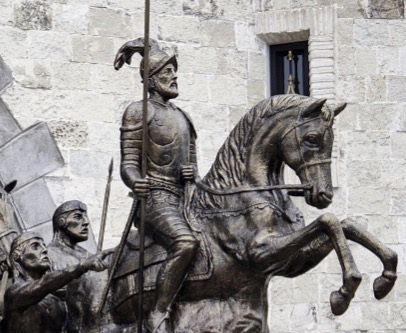
Juan de Salinas y Loyola, fundador de Yaguarzongo y Bracamoros
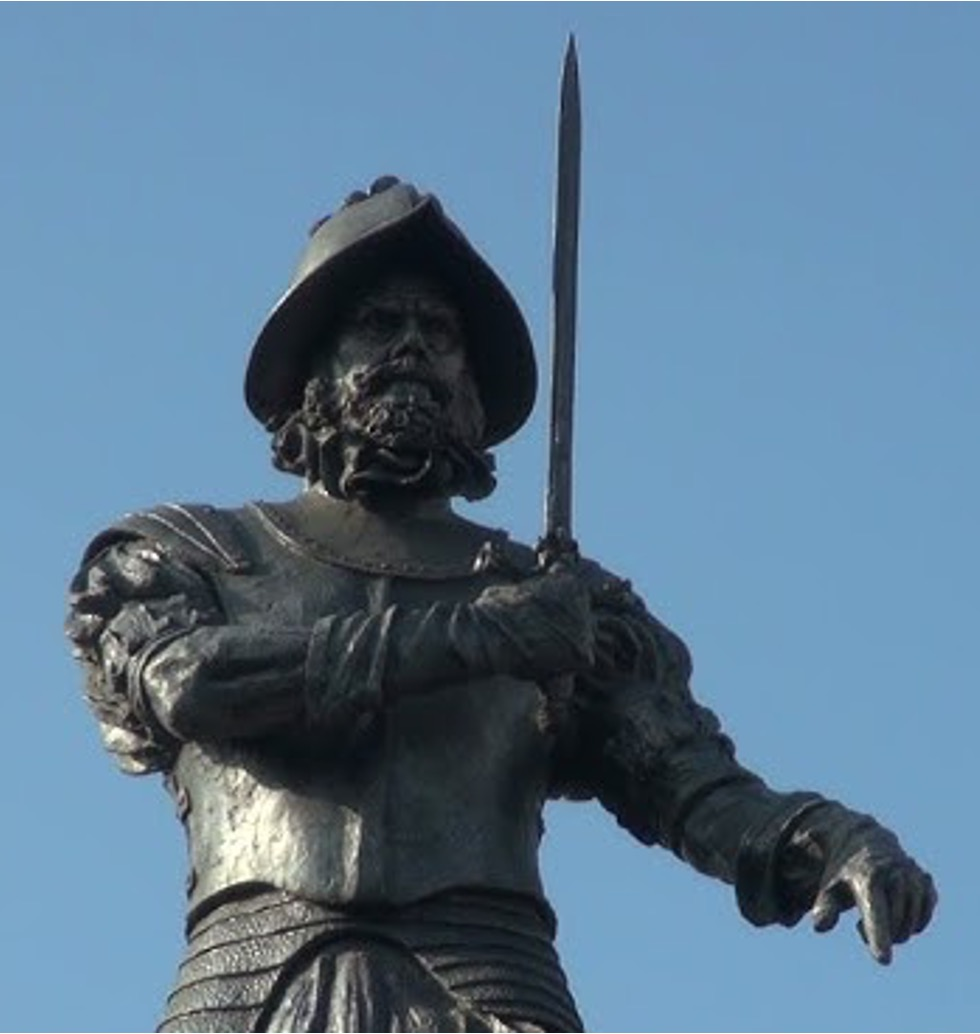
Francisco Pacheco, fundador de Portoviejo
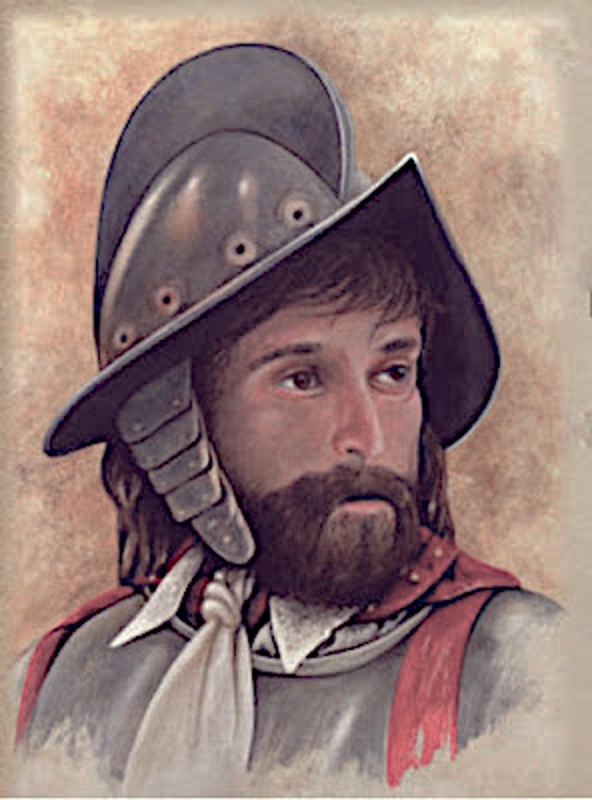
Gonzalo Díaz de Pineda, explorador de la Amazonía y Alcalde de Quito.

## En la cultura popular
- El escritor Demetrio Aguilera Malta publicaría dentro de su trilogía "Episodios Americanos" la llamada "El Quijote de El Dorado: Orellana y el río de las Amazonas", editado en Madrid en el año de 1964.
- Alfredo Pareja Diezcanseco publicaría "Historia del Ecuador: La tierra que conquista el español".
- El autor Oscar Gerardo Ramos Gómez publicaría su libro titulado "Sebastián de Benalcázar: Conquistador de Quito y Popayán en 1988.
- En 1992, Leopoldo Benites Vinueza publicaría su libro que se convertiría en un clásico de la literatura histórica titulado "Los argonautas de la selva" que narra el descubrimiento y la expedición de Francisco de Orellana.[15]
- Hernán Palacio publicaría su obra titulada "La fabulosa vida de Sebastián de Belalcázar", novela histórica en 1993.
- Jesús Lorenzo Aguilar publicaría "Orellana en busca del cielo" en el año 2021.
- William Ospina publicaría una novela titulada "El país de la canela".
- La ciudad de Tena en Ecuador es llamada "Capital de la Orquídea, la Guayusa y la Canela", en honor a la Búsqueda de El Dorado y el País de la Canela.